# لورني شابوت
لورني شابوت هو لاعب هوكي جليد كندي، ولد في 5 أكتوبر 1900 في مونتريال في كندا، وتوفي بنفس المكان في 10 أكتوبر 1946 بسبب التهاب الكلى.

## وصلات خارجية
- لورني شابوت على موقع دوري الهوكي الوطني (الإنجليزية)
- لورني شابوت على موقع قاعة مشاهير الهوكي (لاعب أن.إتش.أل) (الإنجليزية)
- لورني شابوت على موقع EliteProspects.com (الإنجليزية)
- لورني شابوت على موقع HockeyDB.com (الإنجليزية)
- لورني شابوت على موقع Hockey-Reference.com (الإنجليزية)